# Salman Rushdie
Sir Ahmed Salman Rushdie CH FRSL (sinh ngày 19 tháng 6 năm 1947)là một tiểu thuyết gia người Anh gốc Ấn. Tác phẩm của ông thường kết hợp yếu tố hiện thực huyền ảo và lịch sử viẽn tưởng, với chủ đề về mối liên hệ và sự di cư giữa thế giới phương Đông và thế giới phương Tây. Các câu chuyện thường lấy bối cảnh ở tiểu lục địa Ấn Độ. Cuốn tiểu thuyết thứ hai của Rushdie, Những đứa con của nửa đêm (1981) đã thắng Giải Booker vào năm 1981 và được nhận xét là "cuốn tiểu thuyết hay nhất trong số những tác phẩm đoạt giải". 
Sau cuốn tiểu thuyết thứ tư của ông, Những vần thơ của quỷ Satan (1988), Rushdie trở thành mục tiêu của một vài vụ ám sát và đe dọa tính mạng, bao gồm cả việc Ruhollah Khomeini ra sắc lệnh Fatwa cho tín đồ Hồi giáo trên toàn thế giới truy nã ông tử hình. Nhiều vụ giết người và đánh bom cũng bị gây ra bởi những kẻ cực đoan coi cuốn sách là một động lực, và từ đó một cuộc tranh luận về kiểm duyệt và bạo lực với động cơ tôn giáo đã nổ ra. Vào năm 2022, trong một sự kiện ở Chautauqua, New York, một người đàn ông đa nhảy lên sân khấu, nơi Rushdie đang chuẩn bị có một buổi thuyết trình và đâm ông.
Vào năm 1983, Rushdie được bầu làm thành viên của Hội Hoàng gia Văn học. Ông được trao danh hiệu Commandeur de l'Ordre des Arts et des Lettres của Pháp vào năm 1999. Rushdie được phong tước hiệp sĩ vào năm 2007 vì những cống hiến cho văn học. Vào năm 2008, tờ The Times đã xếp hạng ông thứ 13 trong số 50 nhà văn Anh quốc kể từ năm 1945. Từ năm 2000, Rushdie bắt đầu sinh sống ở Hoa Kỳ. Ông được vinh danh là Nhà văn Xuất sắc tại Học viện Báo chí Arthur L. Carter thuộc Đại học New York vào năm 2015. Trước đó, ông giảng dạy tại Đại học Emory. Ông được bầu vào Học viện Nghệ thuật và Văn chương Hoa Kỳ. Vào năm 2012, ông xuất bản quyển Joseph Anton: Một hồi ức, kể về cuộc đời ông và những sự kiện xảy ra sau khi tác phẩm Những vần thơ của Quỷ Satan ra đời. Rushdie được tờ Times bình chọn một trong 100 người có ảnh hưởng nhất thế giới vào Tháng 4 năm 2023.

## Tác phẩm

### Các tác phẩm
- Grimus (1975), tiểu thuyết
- Midnight's Children (Những đứa trẻ lúc nửa đêm) (1981), tiểu thuyết
- Shame (Sự ô nhục) (1983), tiểu thuyết
- The Jaguar Smile: A Nicaraguan Journey (Nụ cười của Jaguar: Hành trình Nicaragua) (1987), du kí
- The Satanic Verses (Những vần thơ của quỷ Satan) (1988), tiểu thuyết
- Haroun and the Sea of Stories (1990), truyện thiếu nhi
- Imaginary Homelands: Essays and Criticism, 1981–1991 (1992), tập tiểu luận - phê bình
- East, West (Đông,Tây) (1994), tập truyện ngắn
- The Prophet's Hair (Sợi tóc của nhà tiên tri) (1995), tiểu thuyết
- The Moor's Last Sigh (Tiếng thở dài của Moor) (1995), tiểu thuyết
- The Ground Beneath Her Feet (1999), tiểu thuyết
- Fury (Cuồng nộ) (2001), tiểu thuyết
- Step Across This Line: Collected Nonfiction 1992–2002 (2002), tuyển tập ghi chép
- The East is Blue (2004), tiểu luận
- Shalimar the Clown (2005), tiểu thuyết
- The Enchanstress of Florence (2008), tiểu thuyết
- Luka and the Fire of Life (2010), truyện thiếu nhi
- Joseph Anton: A Memoir (Joseph Anton: Hồi ức) (2012), tự truyện
- Two Years Eight Months and Twenty-Eight Nights (Hai năm tám tháng và hai mưới tám đên) (2015), tiểu thuyết
- The Golden House (Nhà Golden) (2017), tiểu thuyết.

### Các bản dịch tiếng Việt
- Haroun và biển truyện, Nham Hoa dịch, Nhà xuất bản Văn học và Công ty cổ phần Văn hóa và Truyền thông Nhã Nam, 2010.
- Nàng phù thủy thành Florence, Nguyễn Thị Hiền Thảo dịch, Nhà xuất bản Hội nhà văn và Công ty cổ phần Văn hóa và Truyền thông Nhã Nam, 2013.
- Những đứa con của nửa đêm, Nham Hoa dịch, Nhà xuất bản Văn học và Công ty cổ phần Văn hóa và Truyền thông Nhã Nam, 2014.
- Nhà Golden, Đăng Thư dịch, Nhà xuất bản Hội nhà văn và Công ty cổ phần Sách Tao Đàn, 2018.